# 중성 (문법)
중성은 문법적 성이 남자도 여자도 아닌 성별을 의미한다.
인도유럽 조어나 게르만 조어 등은 남성, 여성, 중성으로 나뉘는 세 가지의 기본 성을 보유하고 있었던 것으로 추정되는데 대부분 중성인 단어의 비중이 많이 줄어든 언어가 많다.